# Reichsadler
Le Reichsadler (mot allemand, signifiant en français : « aigle impérial ») est l'aigle héraldique, dérivée de l'aigle romaine, utilisée dans les armoiries du Saint-Empire (962-1806), de la Confédération germanique (1815-1848) puis (1850-1866) de l'Empire allemand (1871-1918), de la république de Weimar (1919-1933), du Troisième Reich (1933-1945), de l'Allemagne de l'Ouest (1949-1990) et de l'Allemagne actuelle (depuis 1990). Son nom actuel est Bundesadler (aigle fédéral).

## Histoire

### Saint-Empire romain germanique
Le Reichsadler remonte à la bannière du Saint-Empire romain germanique, lorsque l'aigle était l'insigne du pouvoir impérial par opposition aux États impériaux. Il devait incarner la référence à la tradition romaine (translatio imperii), similaire à l'aigle à deux têtes utilisée par les empereurs Paléologue de l'Empire byzantin ou les tsars de Russie (voir les armoiries de la Russie).
Les empereurs ottoniens et saliens s'étaient eux-mêmes représentés avec le « sceptre d'aigle » romain, et Frédéric II représentait l'aigle impériale sur ses pièces. Avant le milieu du XIIIe siècle, cependant, l'aigle était un symbole impérial à part entière, non encore utilisé comme charge héraldique représentée dans le cadre d'un blason.
Une première représentation d'un aigle à deux têtes dans un bouclier héraldique, attribuée à Frédéric II Hohenstaufen, se trouve dans la Chronica Majora de Matthieu Paris (vers 1250). Le rouleau de Segar (vers 1280) montre également l'aigle à deux têtes comme les armoiries du roi des Romains.
L'aigle apparaît également dans les sceaux des villes impériales : celui de Kaiserswerth au XIIIe siècle, Lübeck au XIVe siècle mais aussi Besançon, Cheb…
L'utilisation de l'aigle impériale dans le cadre des armoiries impériales d'un empereur au pouvoir remonte à la fin du Grand Interrègne. Sigismond de Luxembourg a utilisé un aigle noir à deux têtes après avoir été couronné empereur en 1433. À partir de cette époque, le Reichsadler à une seule tête représente le titre de roi des Romains et celui à deux têtes le titre d'empereur. Au cours du siècle suivant, Albert II du Saint-Empire est le dernier roi élu d'Allemagne à ne pas être couronné empereur. Après la réforme protestante, à commencer par Ferdinand Ier (1558), les empereurs ne sont plus couronnés par le pape.
L'ordre Teutonique sous Hermann von Salza a eu le privilège d'arborer l'aigle impériale dans ses armoiries, accordées par l'empereur Frédéric II. L'aigle noir a ensuite été adopté lorsque l'État monastique des chevaliers Teutoniques a été transformé en duché de Prusse en 1525, et une version modifiée fut utilisée dans les armoiries de la Prusse royale (1466-1772).

### Autriche
En 1804, l'empereur François II établit l'empire d'Autriche à partir des terres de la monarchie de Habsbourg et adopte l'aigle à deux têtes agrandie par les armoiries de la maison de Habsbourg-Lorraine et de l'ordre de la Toison d'or ; le Saint-Empire romain germanique est ensuite dissous en 1806. Après 1919, les armoiries de l'Autriche représentent une aigle à une tête. Bien que n'étant pas un symbole national au sens moderne, le Reichsadler évoque des sentiments de loyauté envers l'empire.

### Allemagne
À la suite des révolutions de 1848 dans les États allemands, le Reichsadler est restauré comme symbole de l'unité nationale : il devient le blason de l'éphémère Empire allemand (1848-1849) puis de la Confédération germanique depuis sa restauration en 1850 jusqu'à sa dissolution en 1866. Il est de nouveau restauré en 1871 lorsqu'un aigle à une tête accompagné des armoiries prussiennes devient l'emblème de l'Empire allemand, recréé dans la galerie des Glaces à Versailles ; la tête unique a été utilisée pour représenter la solution petite-allemande, c'est-à-dire qu'elle excluait l'Autriche. Après la Première Guerre mondiale, la république de Weimar sous le président Friedrich Ebert instaure une version simplifiée du Reichsadler, qui évolue un peu en 1928 et reste en usage jusqu'en 1935.
Pendant la période nazie, un aigle stylisé combiné à une croix gammée devient l'emblème national sur décision d'Adolf Hitler en 1935. Le parti nazi adopte un symbole très similaire, baptisé le Parteiadler (l'aigle du parti). La distinction entre les deux est l'orientation de la tête de l'aigle : le Reichsadler regarde son aile droite tandis que le Parteiadler regarde son aile gauche.
Après la Seconde Guerre mondiale, sur promulgation du président Theodor Heuss en 1950, l'Allemagne de l'Ouest (à l'époque également désignée comme « République fédérale d'Allemagne ») réintroduit l'aigle utilisé de 1928 à 1935 par la république de Weimar.

## Galerie

### Saint Empire

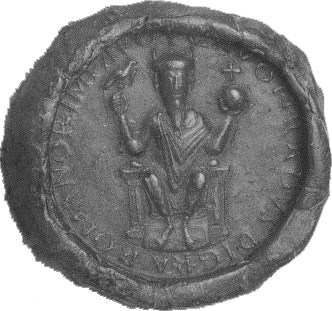
Sceau de Conrad II (1029), avec une représentation du sceptre d'aigle.
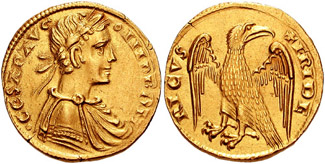
Aigle impériale sur une pièce de Frédéric II (vers 1197-1250).
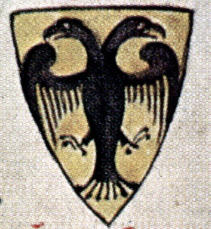
Armoiries d'Otton IV dans la Chronica Majora (vers 1250), représentation précoce d'un Reichsadler à deux têtes.
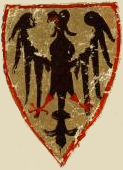
Armoiries impériales attribuées à Henri VI (vers 1191-1197) du Codex Manesse (vers 1304).
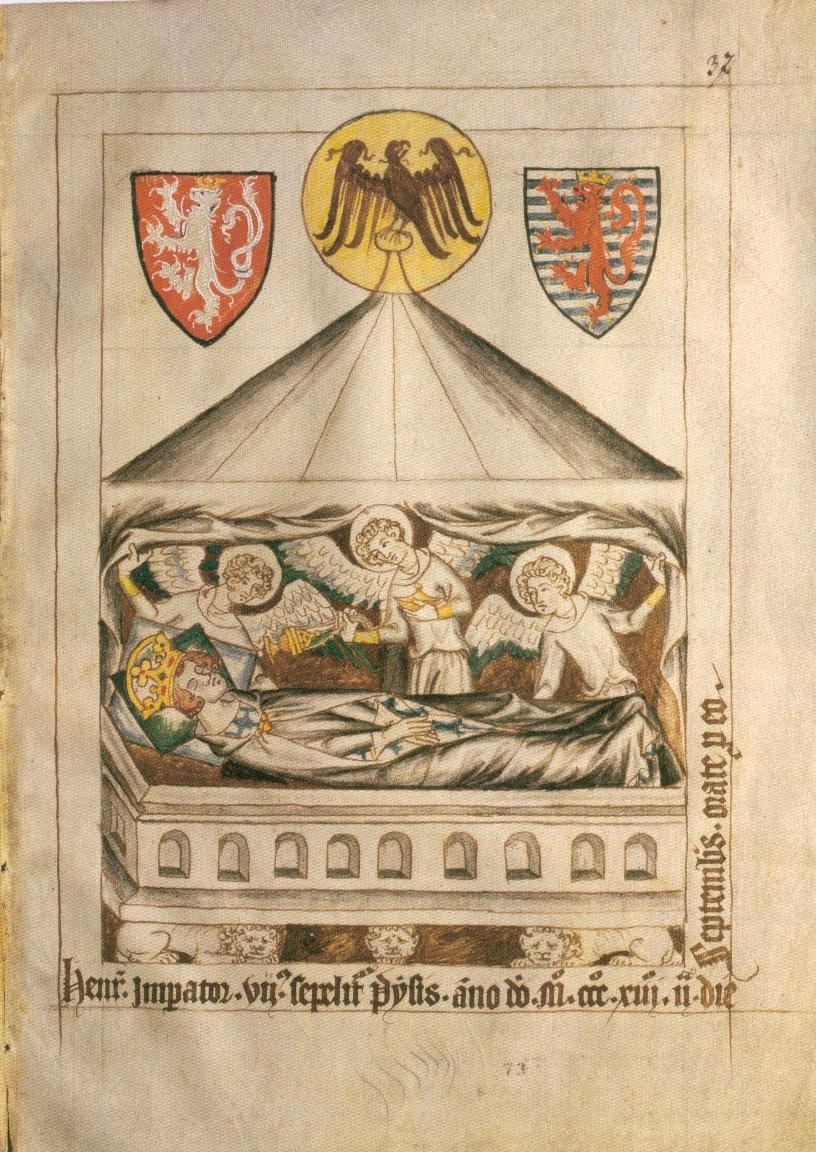
Tombe d'Henri VII (vers 1313), avec les armoiries de l'empereur et l'aigle impériale (Codex Balduini Trevirensis, vers 1340).
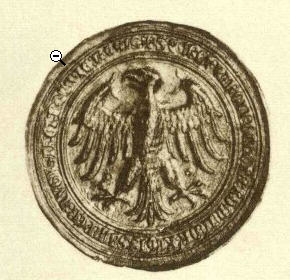
Aigle impériale dans un sceau utilisé par Charles IV en 1349.
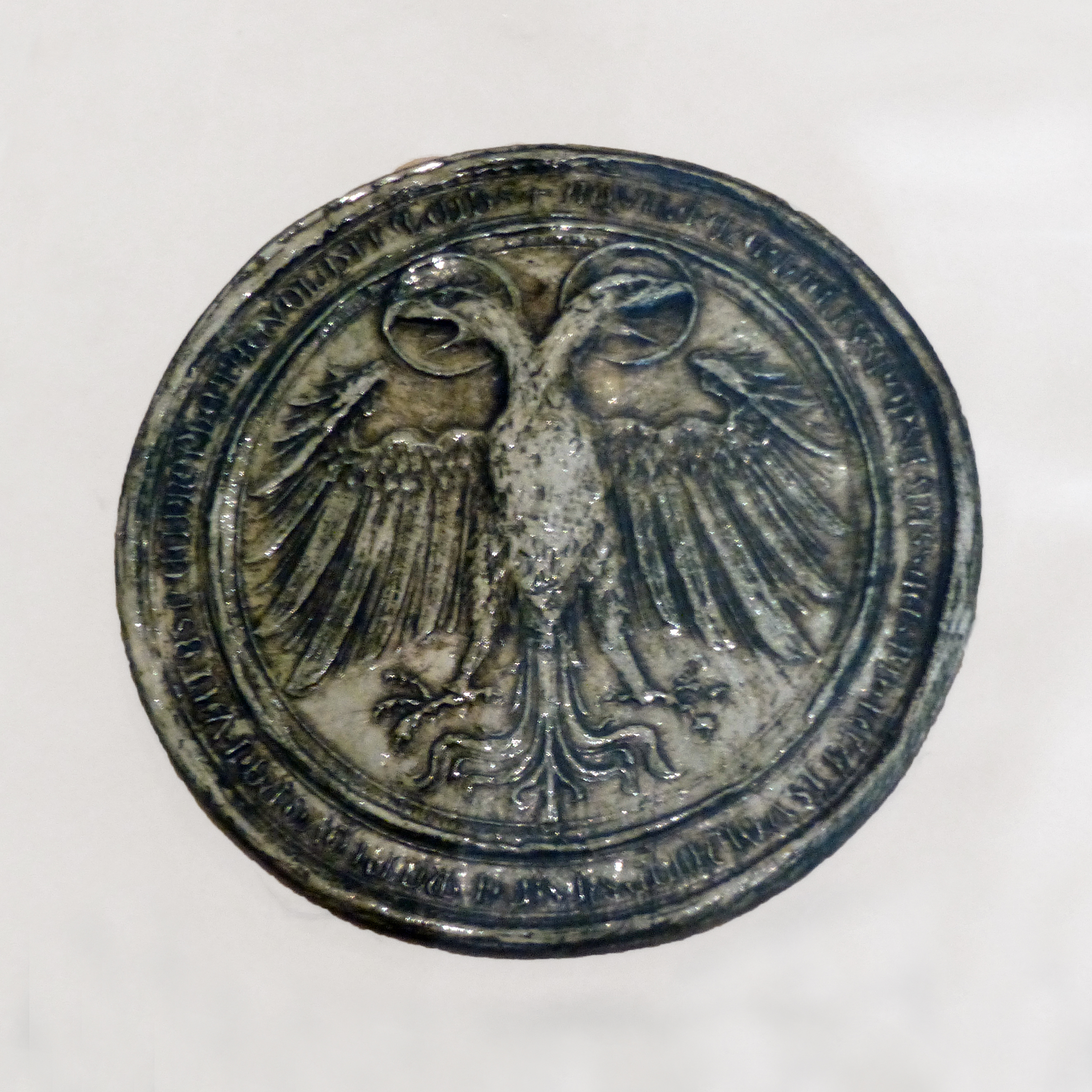
Aigle impériale bicéphale dans le sceau utilisé par Sigismond de Luxembourg en 1433.
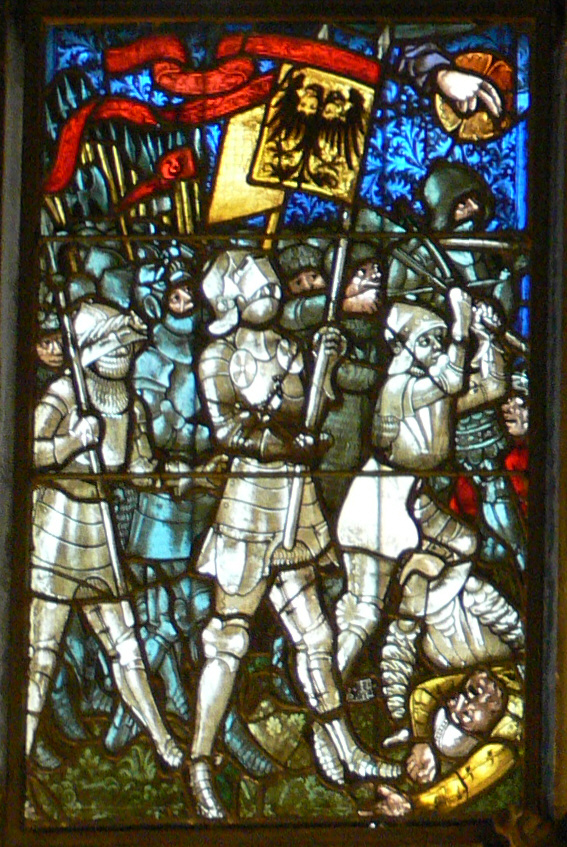
La Reichssturmfahne dans un vitrail de la collégiale Saint-Vincent de Berne, vers 1450.
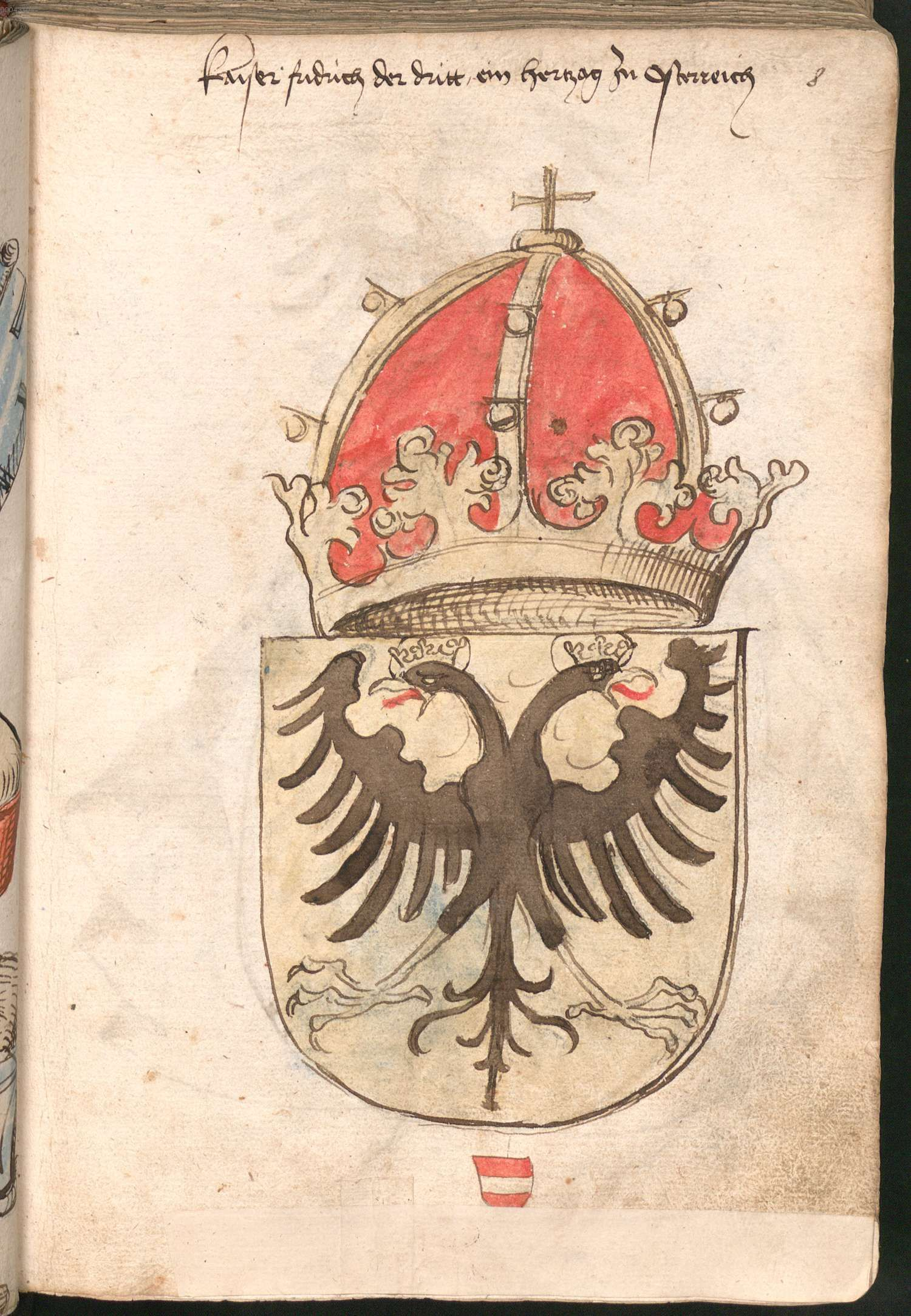
Armoiries impériales de Frédéric III (vers 1452-1493) dans l'armorial de Wernigerode (en) (vers 1490).
Aigle du Quaternion (vers 1510), l'aigle affichant les quaternions impériaux sur ses rémiges.
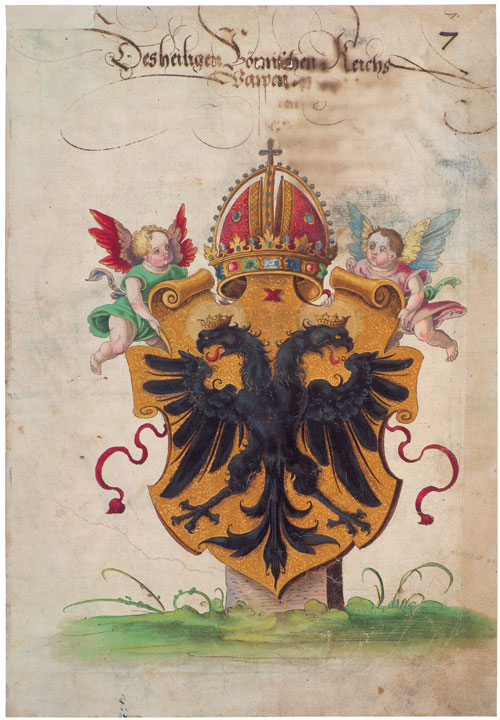
Armoiries impériales de Virgil Solis (vers 1540).
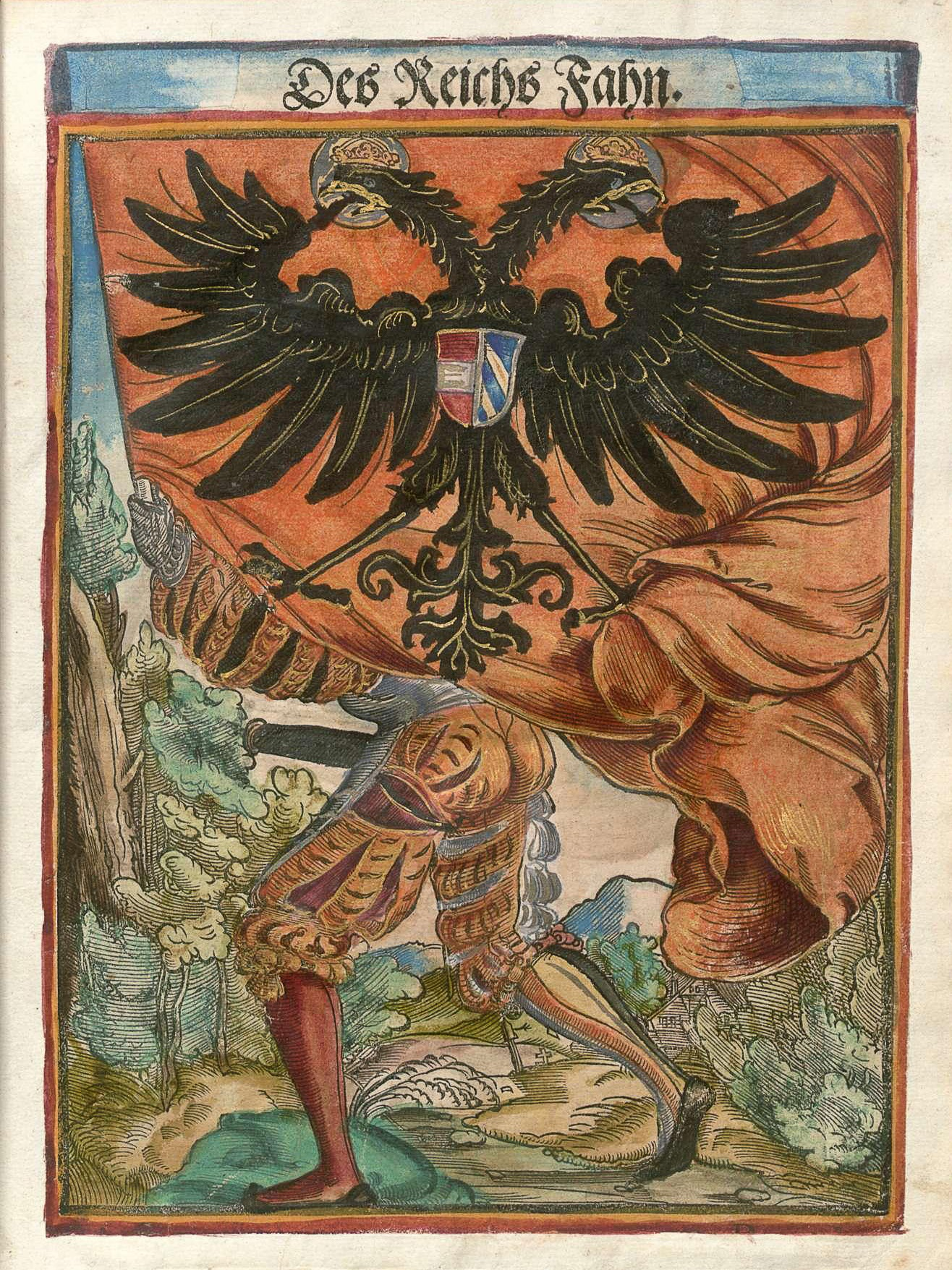
Représentation de la Reichssturmfahne dans une gravure sur bois (1545).
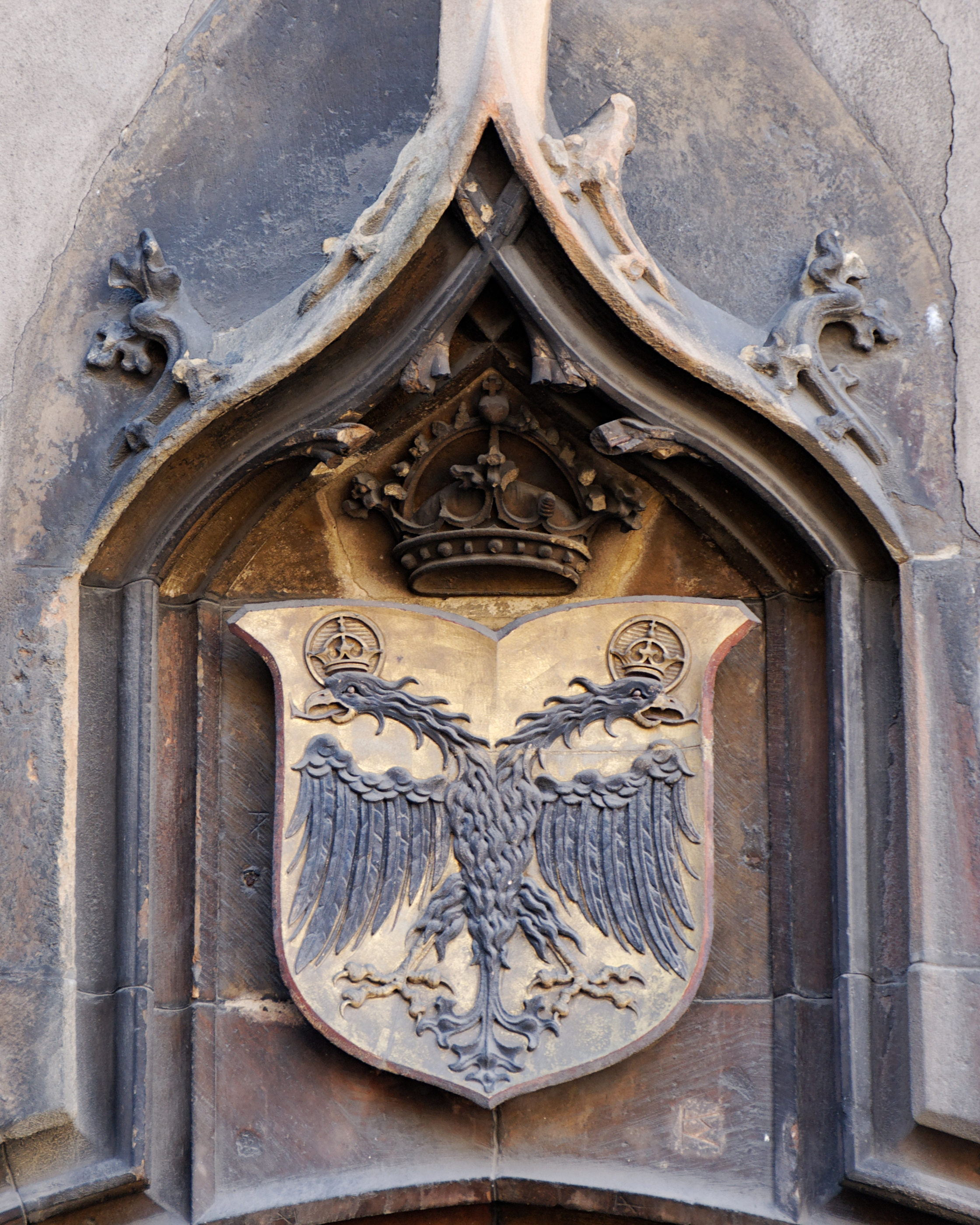
Armes impériales au Koïfhus de Colmar (XVIe siècle).
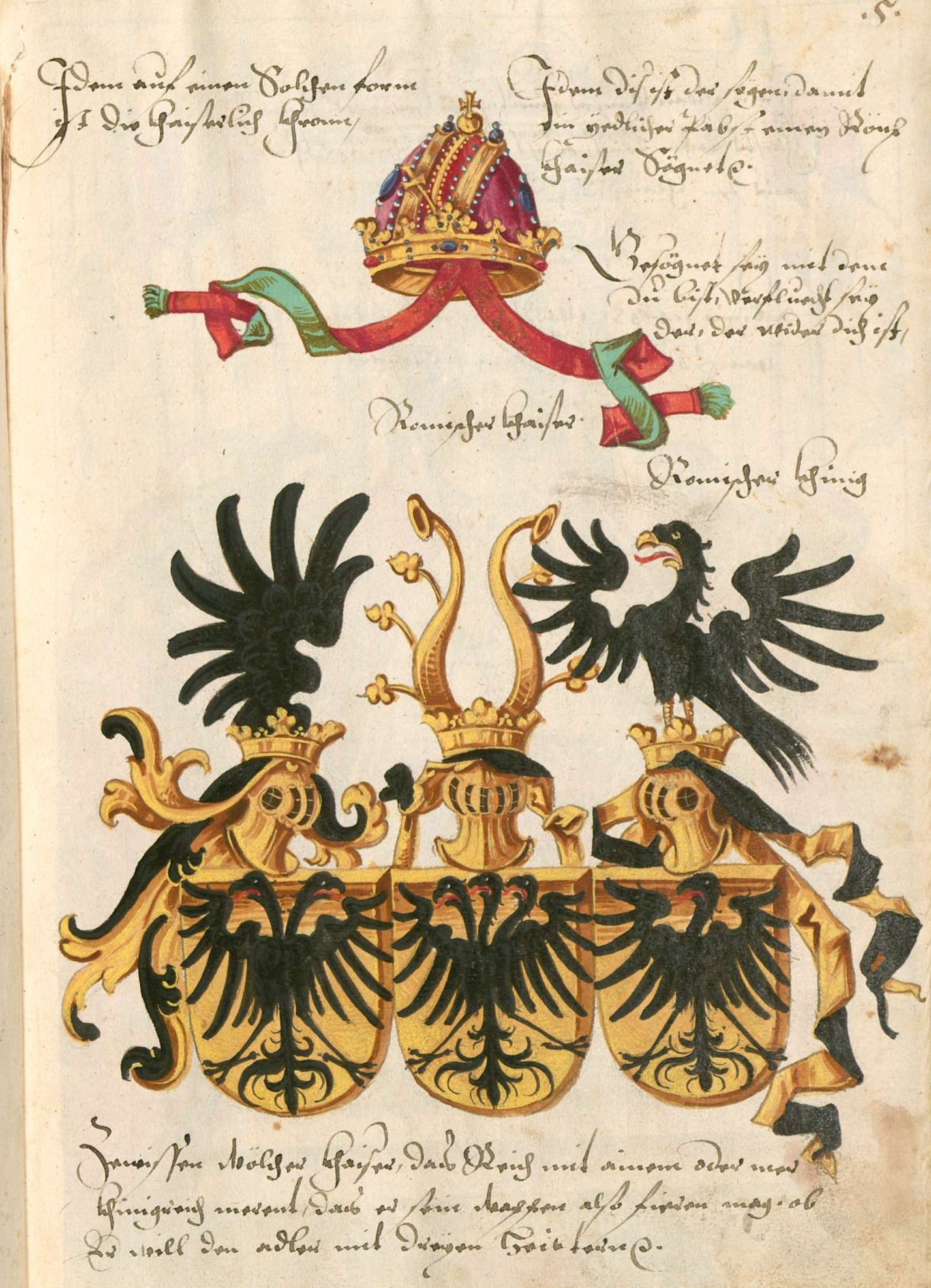
L'aigle impériale représentée avec une, deux et trois têtes (en) (d'après Conrad Grünenberg (en) (1483), copie de 1602-1604).
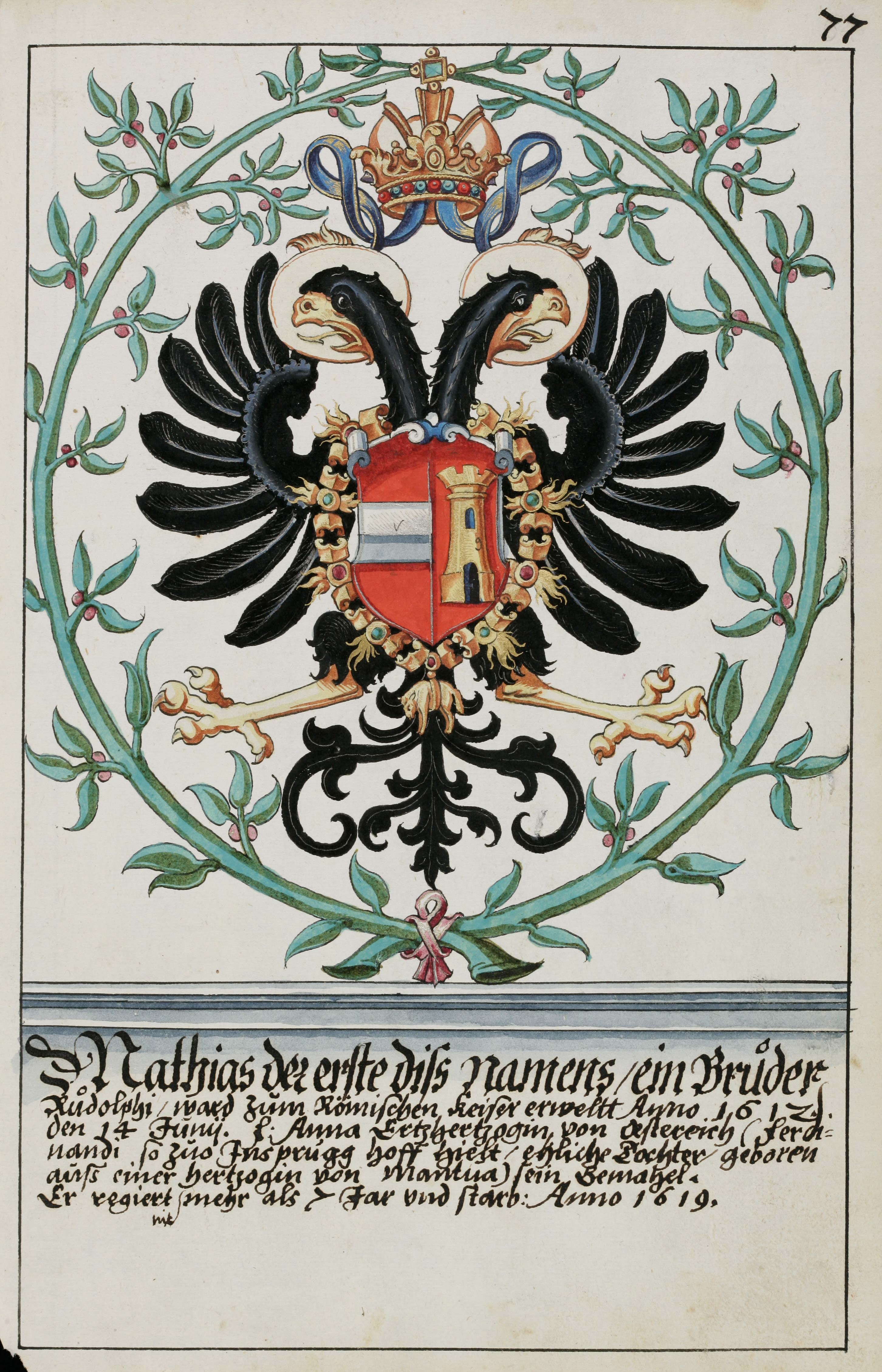
Armoiries impériales de Matthias Ier de Habsbourg (vers 1612-1619) de Hans Ulrich Fisch (de) (1627).

### Histoire moderne

Armoiries de l'éphémère Empire allemand (1848-1849) ; la Confédération germanique a utilisé un aigle similaire.
Armoiries de l'empire d'Autriche (1804-1867) ; également utilisées comme armes secondaires de l'Autriche-Hongrie (1867-1918).
Reichsadler (1888-1918) de l'Empire allemand.
Reichsadler (1919-1927) de la république de Weimar.
Reichsadler (1928-1935) de la république de Weimar, et donc du début du Troisième Reich (1933-1935), la Constitution de la république de Weimar ayant perduré dans les faits jusqu'en 1945, moyennant quelques amendements.
Parteiadler  du parti nazi (1933-1945), avec tête regardant sa gauche.
Variante du Parteiadler du parti nazi (1933-1935), avec tête regardant sa gauche.
Reichsadler (1935-1945) du Troisième Reich, avec tête regardant sa droite.
Manteau autrichien des armes utilisées pendant la Première République autrichienne (1919-1938).
Bundesadler (depuis 1950) de la République fédérale d'Allemagne (Allemagne de l'Ouest jusqu'en 1990 puis Allemagne réunifiée), identique à celui de la république de Weimar (de 1928 à 1935).
Bundesadler de la république d'Autriche depuis 1945 ; le même dessin ayant été utilisé de 1919 à 1934, mais sans les chaînes brisées symbolisant la fin du fascisme, lesquelles ont été ajoutées en 1945.